# Trumpchi GS8
La Trumpchi GS8, venduta come GAC GS8 al di fuori del mercato cinese, è un'autovettura prodotta dal 2016 dalla casa automobilistica cinese Trumpchi, divisione della GAC Group.

## Descrizione
Progettato dall'ex designer Mercedes-Benz Fan Zhang, ha debuttato al Salone di Pechino 2016 e successivamente al Salone di Detroit.
In Russia la vettura è stata introdotta sul mercato locale il 9 dicembre 2019, venendo venduta come GAC GS8. In Libano è venduto dalla Bazerji Motors Sal.
La GS8 è alimentato da un motore turbo a quattro cilindri da 2,0 litri abbinato un cambio automatico a sei velocità, che invia potenza a tutte e quattro le ruote tramite un sistema di trazione integrale.
La GAC Group aveva inizialmente previsto il lancio della GS8 negli Stati Uniti alla fine del 2019 ma durante il salone di Detroit del 2019 ha annunciato alcuni ritardi nei piani di vendita. Il 22 maggio 2019, a causa dell'aggravarsi delle tensioni commerciali tra Cina e Stati Uniti, la società ha deciso di rinviare a tempo indeterminato i propri piani di esportazione per il mercato statunitense.
A febbraio 2023 viene presentata la seconda generazione del GS8. Monta la quarta generazione del sistema ibrido di Toyota con un turbo L4 2,0 litri da 187 CV, oppure un motore turbo a quattro cilindri da 2,0 litri e iniezione diretta da 248 CV.